# Абу Хамид аль-Гарнати
Абу́ Ха́мид аль-Гарна́ти (араб. أبو حامد الغرناطي‎;
1080—1170) — арабский путешественник, исламский миссионер из Гранады, Аль-Андалус. Учился в Александрии и Каире (Египет), специализировался на мусульманском праве (фикх).

## Биография
Абу Хамид аль-Гарнати родился в 1080 году. Его полное имя Абу Хамид Мухаммад ибн Абд ар-Рахим аль-Гарнати аль-Андалуси. Вместе с семьёй он был вынужден покинуть аль-Андалус во времена правления Юсуфа ибн Ташфина. В 1106 году он достиг Египта, а затем Сирии. Посетив Сардинию и Сицилию, в 1115 году аль-Гарнати останавливается в Александрии.
После 1123 года аль-Гарнати прожил четыре года в Багдаде, где пользовался гостеприимством Ибн Хубайры, в будущем визиря нескольких халифов. Там у него родился первый сын, Хамид, по которому он получил почётное прозвище (кунья) Абу Хамид («отец Хамида»).
В 1130 году аль-Гарнати начинает большое путешествие. Он посещает города Абхар и Ардебиль в Южном Азербайджане, Дербент в Дагестане. В следующем году аль-Гарнати некоторое время живёт в городе Саксин, в низовьях Волги. В Дербенте (или в одном из посёлков под Дербентом) его принимает эмир, которому он преподаёт уроки мусульманского права. В Саксине у него собираются местные знатоки фикха, которые приходят с вопросами по разрешению сложных случаев в юриспруденции.
В 1135 году аль-Гарнати поднялся по Волге до города Булгар, где жил некоторое время. Согласно Ризаитдину Фахретдинову, аль-Гарнати путешествовал также к башкирам и своей книге «Тухфат аль-албаб ва нахбат аль-а’джаб» дал некоторые сведения о Башкирском государстве. В 1150 году из Булгара он отправился на Русь, проехав по «Славянской реке». Он единственный мусульманский автор, побывавший на Руси и сообщает такие сведения, которых нет даже в летописях: «И прибыл я в город славян, который называют „Гор[од] Куйав“ (Киев). А в нём тысячи „магрибинцев“, по виду тюрков, говорящих на тюркском языке и стрелы мечущих, как тюрки. И известны они в этой стране под именем беджн[ак]. И встретил я человека из багдадцев, которого зовут Карим ибн Файруз ал-Джаухари, он был женат на [дочери] одного из этих мусульман. Я устроил этим мусульманам пятничное моление и научил их хутбе, а они не знали пятничной молитвы».
Позже Абу Хамид едет в Венгрию, где кочевники-тюрки, в значительной части исламизированные, составляли важнейшую ударную силу в руках венгерских королей. Здесь аль-Гарнати также выступает в роли наставника мусульман-кочевников: одних он учит обрядности, другие становятся его учениками. Он удостоился аудиенции у короля и выполнял его поручения на обратном пути в Саксин.
Через Киев, Саксин и Хорезм аль-Гарнати отправился в хадж в Мекку. Из Мекки вернулся в Багдад, где его давний знакомый Ибн Хубайра уже пятый год был визирем халифа аль-Муктафи.

## Труды
Аль-Гарнати написал несколько книг путешествий: «Ясное изложение некоторых чудес Магриба» (араб. المعرب عن بعض عجائب المغرب‎) и «Подарок умам и выборка из чудес» (تحفة الألباب ونخبة الإعجاب‎), которые имели большой успех в мусульманском мире. Эти произведения содержат данные о реках Волга, Дон, также о Булгарии, Руси, Киеве, о формах торговли, быте славян и тому подобное, которые широко использовались арабскими учёными. Эти работы подтверждают «Начальную летопись» и являются важным источником по истории Киевской Руси.
В работах аль-Гарнати содержатся сведения о территории расселения башкир, булгар, печенегов, хазар и других, об их хозяйстве и языках, а также приводятся этнографические и фольклорные материалы.